# Battaglia di Canturino
La battaglia di Canturino (22 aprile 1363) fu uno scontro tra due compagnie di condottieri, la consolidata Grande Compagnia sotto Corrado di Landau e la più recente Compagnia Bianca sotto Alberto Sterz e Giovanni Acuto vicino a Novara, a nord-ovest di Milano.

## La battaglia
I dettagli esatti della battaglia sono sconosciuti. Si dice che gli uomini d'arme di entrambe le parti siano smontati per combattere. La battaglia fu influenzata da due eventi. Gli ungheresi della Grande Compagnia si rifiutarono di combattere i loro connazionali della Compagnia Bianca e abbandonarono il campo, lasciando la Grande Compagnia in svantaggio. Poco dopo, Corrado di Landau fu colpito al volto da una pietra che ruppe il nasello del suo elmo, rendendolo in parte inabile. La perdita del loro capo e di parte del loro esercito indebolì la Grande Compagnia e questi fuggirono. Corrado di Landau fu catturato vivo, ma era stato ulteriormente ferito nella mischia e morì poco dopo.

## Conseguenze
La battaglia di Canturino portò a una tregua, ma non ebbe altri risultati significativi se non la morte di Landau e la fine della Grande Compagnia. Fu, tuttavia, la prima azione campale combattuta dalla Compagnia Bianca e l'inizio della loro ascesa alla ribalta. Nel luglio 1363, dopo una guerra di offerte per i suoi servizi tra Pisa e Firenze, la compagnia entrò al servizio di Pisa.